# Кандибине (Сумський район)
Канди́бине —  село в Україні, у Білопільській міській громаді Сумського району Сумської області. Населення становить 4 особи. До 2020 орган місцевого самоврядування - Гуринівська сільська рада.

## Географія
Село розташоване на відстані 3 км від річки Крига. На відстані до 1 км розташовані села Бубликове та Гуринівка.

## Назва
На території України 2 населених пункти із назвою Кандибине.

## Історія
Село постраждало внаслідок геноциду українського народу, проведеного урядом СССР 1923-1933 та 1946-1947 роках.
12 червня 2020 року, відповідно до розпорядження Кабінету Міністрів України № 723-р «Про визначення адміністративних центрів та затвердження територій територіальних громад Сумської області», село увійшло до складу Білопільської міської громади.
19 липня 2020 року, в результаті адміністративно-територіальної реформи та ліквідації Білопільського району, село увійшло до складу новоутвореного Сумського району.